# Icimauna reversa
Icimauna reversa là một loài bọ cánh cứng trong họ Cerambycidae.